# ガス溶接作業主任者
ガス溶接作業主任者（ガスようせつさぎょうしゅにんしゃ）とは、労働安全衛生法に定められた作業主任者（国家資格）の一つで、ガス溶接作業主任者免許を受けた者の中から事業者により選任される。労働安全衛生法に定めるガスを用いる金属溶接、溶断等の作業の直接管理者としての資格を有する者の中から事業者はガス溶接作業主任者を選任することとしている。
労働安全衛生法施行令第6条第2号に規定されている。
アセチレン溶接装置（溶解アセチレン以外を使用するもの）またはガス集合溶接装置（労働安全衛生法施行令第1条第2号に定めるもの）を使用する溶接作業を行う場合に選任する必要があるが、可燃性ガスと酸素1本ずつのガスボンベを使用して溶接作業を行う場合は選任の必要はない（ただし、 ガス溶接技能講習は必要である）。

## 免許交付要件
ガス溶接作業主任者免許試験に合格し、以下のいずれかに該当する満18歳以上の者は、東京労働局長へ申請することによって免許の交付を受け、ガス溶接作業主任者となることができる。
1. ガス溶接技能講習を修了した者で、その後ガス溶接等の業務に3年以上従事した経験を有するもの
2. 大学又は高専において溶接に関する学科を専攻して卒業した者
3. 大学又は高専において、工学又は化学に関する学科を専攻して卒業した者で、その後1年以上ガス溶接等の業務に従事した経験を有するもの
4. 塑性加工科、構造物鉄工科又は配管科の職種に係る職業訓練指導員免許を受けた者
5. 普通課程の普通職業訓練（金属加工系溶接科）、養成訓練（溶接科）を修了した者で、その後2年以上ガス溶接等の業務に従事した経験を有するもの
6. 鉄工、建築板金、工場板金又は配管の1級又は2級の技能検定に合格した者で、その後1年以上ガス溶接等の業務に従事した経験を有するもの
7. 旧保安技術職員国家試験規則による溶接係員試験に合格した者で、その後1年以上ガス溶接等の業務に従事した経験を有するもの
8. 専修訓練課程の普通職業訓練（溶接科）、専修訓練課程の養成訓練（溶接科）を修了した者で、その後3年以上ガス溶接等の業務に従事した経験を有するもの
9. 養成訓練（金属成形科）を修了した者
10. 長期課程の指導員訓練を修了した者で、その後1年以上ガス溶接等の業務に従事した経験を有するもの
11. 防衛大学校を卒業した者で、その後1年以上ガス溶接等の業務に従事した経験を有するもの

なお、これらは労働安全衛生規則別表第5において、2012年（平成24年）3月31日までは免許試験受験時の受験資格要件として定められていたものであるが、法改正により、2012年（平成24年）4月1日以降は免許交付時の免許交付要件の一つに改められている。

## 免許試験

### 試験概要
- 試験は各地の安全衛生技術センターで年2回行われる。
- 試験の科目は学科のみで実技は課されない。
- 試験時間は4科目合わせて180分。科目免除の場合は2科目90分で行われる。
- 合格基準は各科目40%以上かつ合計60%以上。

　なお、科目免除の場合はその科目は除かれて計算される。
- 免許交付要件の2、3、4、5など、一定の条件に該当する場合は申請により試験科目の一部（下記の試験科目3、4）が免除される。

| 実施年度 | 受験者数 | 合格者数 | 合格率 |
| -------- | -------- | -------- | ------ |
| 2001年度 | 642人    | 384人    | 59.8%  |
| 2002年度 | 637人    | 448人    | 70.3%  |
| 2003年度 | 810人    | 610人    | 73.5%  |
| 2004年度 | 729人    | 551人    | 75.6%  |
| 2005年度 | 718人    | 593人    | 82.6%  |
| 2006年度 | 792人    | 647人    | 81.7%  |
| 2007年度 | 887人    | 701人    | 79.0%  |
| 2008年度 | 948人    | 710人    | 74.9%  |
| 2009年度 | 885人    | 709人    | 80.1%  |
| 2010年度 | 1,055人  | 840人    | 79.6%  |
| 2011年度 | ー人     | ー人     | ー%    |
| 2012年度 | ー人     | ー人     | ー%    |
| 2013年度 | ー人     | ー人     | ー%    |
| 2014年度 | 1,055人  | 925人    | 87.7%  |
| 2015年度 | 939人    | 844人    | 89.9%  |
| 2016年度 | 887人    | 723人    | 81.5%  |
| 2017年度 | 926人    | 788人    | 85.1%  |
| 2018年度 | 916人    | 786人    | 85.8%  |
| 2019年度 | 947人    | 847人    | 89.4%  |
| 2020年度 | 586人    | 497人    | 84.8%  |
| 2021年度 | 734人    | 602 人   | 82.0%  |
| 2022年度 | 798人    | 656人    | 82.2%  |
| 2023年度 | 937人    | 725人    | 77.4%  |
| 2024年度 | 1,041人  | 767人    | 73.7%  |

### 免許申請
免許試験は各地の安全衛生技術センターで実施され、合格後の免許申請は東京労働局長に行う。免許申請には先述の免許交付要件を満たす必要がある。

### 試験科目
1. ガス溶接等の業務に関する知識（5問　配点25点）
2. 関係法令（5問　配点25点）
3. アセチレン溶接装置及びガス集合溶接装置に関する知識（5問　配点25点）
4. アセチレンその他可燃性ガス、カーバイド及び酸素に関する知識（5問　配点25点）

### 受験資格
規定なし。誰でも受験できる。労働安全衛生規則別表第5において、2012年（平成24年）3月31日までガス溶接作業主任者の受験資格要件として定められていたものは、法改正により、2012年（平成24年）4月1日以降は先述の免許交付要件に改められている。